# Addisonia paradoxa
Addisonia paradoxa är en snäckart som beskrevs av Dall 1882. Addisonia paradoxa ingår i släktet Addisonia och familjen Addisoniidae. Inga underarter finns listade i Catalogue of Life.